# Philodendron maroae
Philodendron maroae är en kallaväxtart som beskrevs av George Sydney Bunting. Philodendron maroae ingår i släktet Philodendron och familjen kallaväxter. Inga underarter finns listade.